# Францони, Джанкарло
Джанкарло Францони (род. 4 марта 1961) — швейцарский шахматист, международный мастер (1987).
В составе сборной Швейцарии участник 7-и Олимпиад (1980—1984, 1988—1992, 1996) и 3-х командных чемпионатов мира (1985—1993).

## Изменения рейтинга
| Графики недоступны из-за технических проблем. См. информацию на Фабрикаторе и на mediawiki.org. |